# Alnatura
Alnatura (nom complet: Alnatura Produktions- und Handels GmbH) est une entreprise allemande d'alimentation biologique basée à Darmstadt. La marque Alnatura a été fondée en 1984. L’entreprise est spécialisée dans la commercialisation de produits alimentaires biologiques vendus dans différentes chaînes de drogueries et de magasins en Allemagne, dans plusieurs pays européens, et dans les supermarchés biologiques de l'entreprise "Alnatura Super Natur Markt".
Plus de 1 300 aliments biologiques différents sont produits sous la marque Alnatura. Les ingrédients agricoles sont 100% issus d’exploitations biologiques. De nombreux produits Alnatura portent le label d'une association biologique telle que Bioland, Demeter ou Naturland. Les directives de ces certifications agricoles sont plus complètes et plus strictes que les exigences légales.

## Histoire

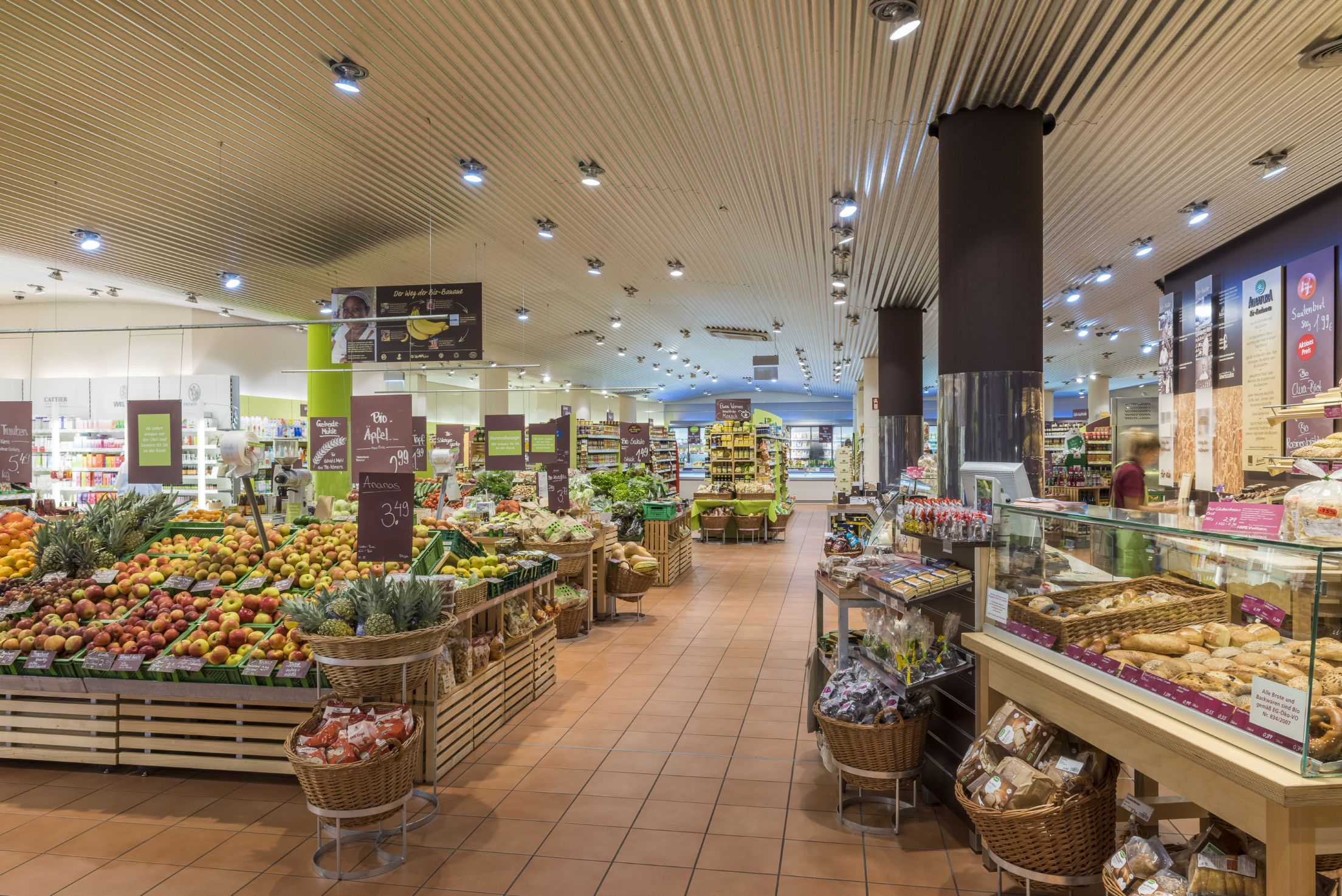
L'intérieur d'une boutique Alnatura.

### Création de l’entreprise et développement
Alnatura (Alnatura Produktions- und Handels GmbH) a été fondée en 1984 à Fulda, en Allemagne, par Götz E. Rehn. Un an plus tard, la marque bio est enregistrée comme marque verbale et figurative et les premiers produits de marque bio Alnatura sont en cours de développement. En 1986, ils sont d’abord vendus dans de grandes chaînes de drogueries comme DM et en supermarchés.
En 1987, Alnatura ouvre à Mannheim, dans le Bade-Wurtemberg, son premier marché « Alnatura Super Natur Markt ». Il s’agit, à cette époque, du premier supermarché bio d’Allemagne. Les supermarchés Alnatura proposent environ 6000 produits Bio, cosmétiques et textiles naturels. En 2012, le premier supermarché bio suisse Alnatura a été ouvert à Zurich en coopération avec Migros.
Aujourd’hui il y a 138 « Alnatura Super Natur Märkt » en Allemagne, répartis dans 64 villes, ainsi que 15 en Suisse. La marque Alnatura est également présente dans 12 700 magasins de différents partenaires commerciaux dans 15 pays européens.
Depuis janvier 2019, le siège social d’Alnatura est à Darmstadt. Le bâtiment répond aux normes écologiques les plus exigeantes. C’est le plus grand bâtiment de bureaux d’Europe dont la façade extérieure est en argile.

## Chiffres clés et croissance
Chiffres clés de l’entreprise selon les états financiers annuels vérifiés (exercice du 1er octobre au 30 septembre ; effectifs annuels moyens, apprentis compris).
|         | Chiffre d'affaires (millions d'EUR) | Employés | Enseignes | Source                       |
| ------- | ----------------------------------- | -------- | --------- | ---------------------------- |
| 2005/06 | 184,9                               | 405      | 25        | Bundesanzeiger               |
| 2006/07 | 246,1                               | 528      | 31        | Bundesanzeiger               |
| 2007/08 | 305,8                               | 736      | 40        | Bundesanzeiger               |
| 2008/09 | 360,5                               | 909      | 50        | Handelsblatt, Bundesanzeiger |
| 2009/10 | 399,9                               | 1009     | 53        | Bundesanzeiger               |
| 2010/11 | 465,1                               | 1369     | 65        | Bundesanzeiger               |
| 2011/12 | 517,6                               | 1463     | 71        | Bundesanzeiger               |
| 2012/13 | 594,4                               | 1769     | 80        | Bundesanzeiger               |
| 2013/14 | 689,8                               | 1901     | 96        | Bundesanzeiger               |
| 2014/15 | 759,9                               | 2105     | 98        | Bundesanzeiger               |
| 2015/16 | 761,2                               | 2229     | 107       | Bundesanzeiger               |
| 2016/17 | 772,9                               | 2526     |           | Bundesanzeiger               |
| 2017/18 | 825,1                               | 2670     | 126       | Bundesanzeiger               |
| 2018/19 | 903,5                               | 2831     |           | Bundesanzeiger               |
| 2019/20 | 1080                                | 3500     | 136       | Bundesanzeiger               |

## Activités en France
En 2018, les supermarchés Match ont commencé à distribuer des produits Alnatura en France. Aujourd’hui, près de 600 articles Alnatura sont disponibles chez Cora, Supermarchés Match, Jardineries Truffaut et la boutique en ligne houra.fr. En 2020, le magazine spécialisé français LSA a décerné le prix du jury pour les produits de la marque.
En avril 2021, Cora renforce son partenariat avec Alnatura en référençant des produits de la marque au rayon frais, en complément de l’offre d’épicerie et de surgelés référencée depuis 2018. Les autres enseignes de distribution rattachées à la centrale d’achat, S. Match, Houra.fr et Migros France, opèrent également cet élargissement.
L'entreprise a également de nombreux partenaires commerciaux en Allemagne et en Europe.

## Certifications
Alnatura est l'une des premières entreprises certifiées We-Care. Le label indépendant est attribué par le FiBL Deutschland, (Institut de recherche en agriculture biologique). Le sceau confirme que les entreprises certifiées, ainsi que leurs partenaires, respectent des critères écologiques et sociaux complets, de la culture dans les pays ou régions d'origine jusqu'au site national de l'entreprise.  

## Controverse
En avril 2010, les médias révèlent que le géant de la distribution bio pratique une politique de bas salaires ; face à la polémique suscitée par ces pratiques, la porte-parole d'Alnatura, Manon Haccius, informe le public que les salaires vont être revus à la hausse, en accord avec la grille des salaires en vigueur en Allemagne. L'entreprise n'a pas communiqué de date précise pour l'application de cette mesure. Quelque temps auparavant, Götz Rehn avait souligné que les primes de Noël, les congés payés, les prestations d'épargne salariale, les cotisations aux régimes de retraite et la participation à la plus-value étaient des prestations supplémentaires et volontaires : il était donc difficile de comparer la grille des salaires allemands et le système de rémunération appliqué chez Alnatura.
En juillet 2010, la porte-parole de l'entreprise, Stefanie Neumann, déclare que tous les employés obtiendraient (au minimum) le salaire fixé pour la branche lors des négociations salariales - et ce, à partir d'octobre 2012.

## Prix et distinctions
- 2005 : Götz E. Rehn élu Entrepreneur de l’année.

- 2011 : Première place lors du prix allemand pour le développement durable, Deutscher Nachhaltigkeitspreis.

- 2014 : Goldener Zuckerhut, prix décerné parmi les acteurs de la branche par le journal Lebensmittel Zeitung.Prix de l’environnement B.A.U.M pour Götz E. Rehn. Meilleur employeur d’Allemagne, “Bester Arbeitgeber Deutschlands 2014” par le magazine Focus.

- 2016 : Marque de produits alimentaires préférée des allemands selon une étude de Brandmeyer Markenberatung. Prix CSR, Corporate Social Responsibility, lors du forum allemand, catégorie “Gestion de la biodiversité pour la préservation de la diversité biologique dans le monde”. Première place lors du prix allemand pour le développement durable, Deutscher Nachhaltigkeitspreis.

- 2019 : New Work Award. Top 3 du Prix allemand pour une architecture durable, Deutscher Nachhaltigkeitspreis Architektur

- 2020 : Prix allemand pour une architecture durable, Deutscher Nachhaltigkeitspreis Architektur. « Hessen Champion », dans la catégorie « moteur d’emploi ». Prix du jury du magazine professionnel LSA dans le cadre des Trophées de la croissance Bio[10]

- 2021 : Prix de la meilleure marque, Best Brands Award

## Affiliations et activités
Alnatura est membre de la Fédération internationale des mouvements d'agriculture biologique (IFOAM) et du Bund Ökologische Lebensmittelwirtschaft (BÖLW) .